# Clásica Jaén Paraíso Interior
La Clásica Jaén Paraíso Interior es una carrera de un día profesional de ciclismo en ruta que se disputa en España, en la provincia de Jaén, desde el año 2022.
Desde su creación, la carrera forma parte del UCI Europe Tour dentro de la categoría 1.1.

## Palmarés
| Año  | Ganador            | Segundo          | Tercero      |
| ---- | ------------------ | ---------------- | ------------ |
| 2022 | Alexéi Lutsenko    | Tim Wellens      | Loïc Vliegen |
| 2023 | Tadej Pogačar      | Ben Turner       | Tim Wellens  |
| 2024 | Oier Lazkano       | Bastien Tronchon | Jan Tratnik  |
| 2025 | Michał Kwiatkowski | Isaac Del Toro   | Ibon Ruiz    |

## Palmarés por países
| País       | Victorias | Último vencedor            |
| ---------- | --------- | -------------------------- |
| Kazajistán | 1         | Alexéi Lutsenko en 2022    |
| Eslovenia  | 1         | Tadej Pogačar en 2023      |
| España     | 1         | Oier Lazkano en 2024       |
| Polonia    | 1         | Michał Kwiatkowski en 2025 |

En negrilla corredores activos.